# 56式自動歩槍
56式自動歩槍（簡体字: 56式自动步枪）は、中華人民共和国で製造された自動小銃である。
“歩槍”とは中国語で歩兵銃や小銃の意であるが、人民解放軍では採用当初から現代に至るまで短機関銃に相当する運用がなされていることから、中国国内では56式衝鋒槍や56式冲鋒槍と表記する場合が多い。
中華人民共和国が製造した銃には56式自動歩槍と同様に“56式”の名を冠した56式半自動歩槍(SKS-45のライセンス生産品)と56式班用機槍(RPDのライセンス生産品)が存在する。

## 概要
1956年からライセンス生産されたAKの複製銃である。人民解放軍全体で使用された他、様々な国の軍隊や武装勢力に供与された。
1970年代までは慶華工具廠のほぼ単独で、それ以降は中国ほぼ全土に設置された工廠で製造が行われ、中国人民解放軍へ配備されると共に中国北方工業公司などによって輸出が行われた。現在までに1,000万から1,500万挺が製造されたといわれている。
当初は同じ社会主義陣営だったので複製銃の製作は問題が無かったが、ソ連崩壊時にAKの生産元が民営化されてからはライセンス料金の支払いの問題が浮上した。中国の各社はライセンス料金を支払わないために、独自開発したと主張してライセンス料を支払っていない。

## 特徴
基本的な構造はAKをベースとしている。前期生産型はAKと同様にフレームを削り出し加工で作っていたが、1960年代中ごろ以降の生産型ではAKMと同様のプレス加工に変更されている。
56式自動歩槍の最大の特徴はフロントサイトのカバーであり、ソ連を初めとする他の国で製造されたAKではカバーが上部まで達していないのに対して、56式はSKS-45のものに似た円柱形になっており、上部まで覆われている。また、自国向けのモデルは切替軸部の表記が漢字で、輸出モデルは単射がD(Dān＝単)で連射がL(Lián＝連)となっているようだが、実際は人民解放軍の写真でも両者が混在するものが見られる。
多くのソ連製以外の7.62×39mm弾のAKがAKMをベースとしているのに対し、56式自動歩槍は比較的古い時点のライセンス生産品であるため、斜めに切り落としていない銃口保護リング、軸線が銃身に対して並行になっていない曲銃床、強化リブの付いていないレシーバー上部のレシーバーカバー、左右へのふくらみのない下部ハンドガード、ガスシステムの排気孔がガスチューブとガスブロックのはめ合い部ではなくガスチューブ側面に設けられているなど、AKMよりも原型のAKに近いデザインをしている部分が多い。またプレス加工レシーバーの製品では、フロントトラニオンを固定するリベットが斜めに配置されている点が他国製品と異なる特徴である。
なお、銃口に取り付けられる折りたたみ式のスパイク型銃剣は56式自動歩槍の特徴とされ、原型のAKとの識別点とされることが多いが、従来型の全長に渡る木製銃床を持つ56式半自動歩槍などとは異なり全長の短くコンパクトな56式自動歩槍では長大な銃剣を展開すると重心が前方に偏り過ぎる上、取付部の強度の点から実際の使用には難があり、特にゲリラや民兵といった規律が厳しくない集団が使用する場合、銃身から取り外されていることが多く、輸出型ではオリジナルや東欧諸国製のAK/AKMと同じ着脱式ナイフ形銃剣を装着できるように製造段階から廃止されているものも多い。
元傭兵の高部正樹は56式自動歩槍について「AKのバリエーションでは駄作に入る。バヨネットや構造のせいで他国のAKに比べて重く、命中精度も悪い」と自著や取材で述べている。アームズマガジン2002年1月号の特集ではニカラグアの紛争地域で「中国製AKは単発でも10発ほど撃つと銃身付近に陽炎が発生して照準が定まらなくなる。作りが粗く命中精度も悪い」という現地兵の発言を載せている。

## 実戦での使用

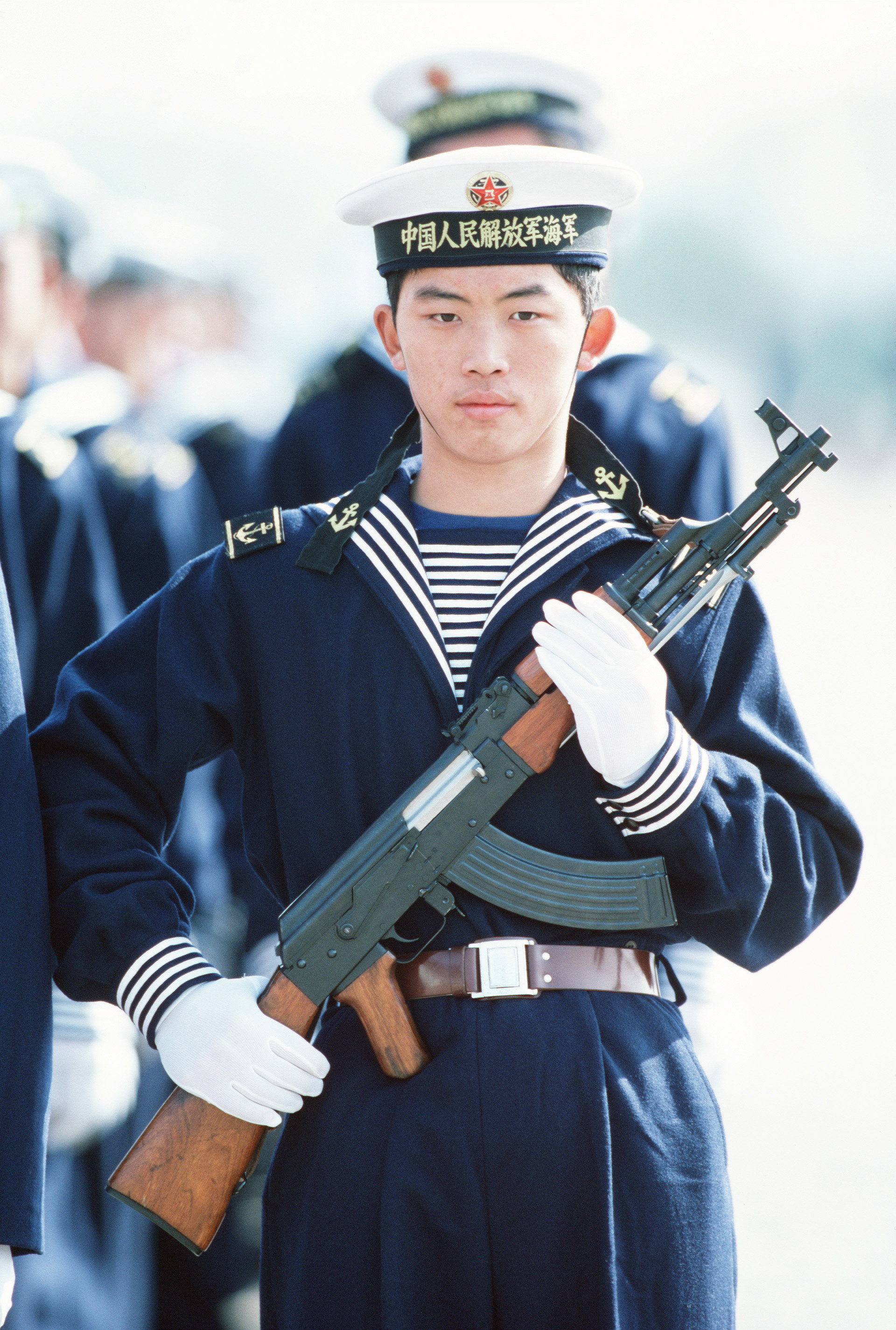
56式自動歩槍を手にする人民解放軍海軍の水兵

中国はワルシャワ条約機構に加盟こそしていなかったものの、1960年代に対立が表面化するまでは共産主義国家としてソ連から軍事援助を受けており、東側兵器の多くを製造していた。56式自動歩槍もその内の一つだが、中国ではソ連から購入した生産ライセンスの期限が切れた後も製造を続け、第三国の軍隊に供与、或いは売却し、中国の56式自動歩槍の生産量はソ連のAKを上回ることとなった。
特に有名なのはベトナム戦争における北ベトナム軍と南ベトナム解放民族戦線で、北ベトナム軍と南ベトナム解放民族戦線では膨大な数の56式自動歩槍やその輸出型のM22がソ連製や東欧製のAKと共に使用されている。1979年の中越戦争においては、中国人民解放軍で56式半自動歩槍に次いで保有数の多い小火器が56式自動歩槍であったため、双方が使用した。
また、1980年代のソ連のアフガニスタン侵攻においてはCIAの資金援助によって大量の56式自動歩槍がムジャーヒディーンに供与されており、ソ連軍撤退後に続いた内戦においてもターリバーンや北部同盟をはじめとする各軍閥や政府軍においてソ連製オリジナルや東欧諸国製のAKに混じって使用され続けた。特にターリバーンの兵士には大量の56式自動歩槍がパキスタンから供与されて普及していた。また、ニカラグア内戦ではアメリカ合衆国に援助されたコントラに供与された。
イラン・イラク戦争においても中国はイランとイラクの双方に56式自動歩槍を輸出し、双方が使用した。
1983年から始まったスリランカ内戦においては、スリランカ政府軍が1980年代中ごろからFALとG3の後継小銃に56式自動歩槍を選定して使用したほか、タミル・イーラム解放のトラも政府軍から鹵獲した56式自動歩槍を使用している。
ミャンマーでは、1960年代後半から同国内での反中運動の高まりに対する同政府の対応への不満と、中国の文化大革命の「革命輸出」路線により、中国に接するシャン州北部を支配下とするビルマ共産党に対して中国が支援を行うようになった。これは大々的に行われ、一時期は紅衛兵や軍事顧問の派遣すら行われた。こうした同共産党への軍事支援の一環として56式自動歩槍など中国製の装備が大量供与された。1990年代以降、中国とミャンマー政府が急速に接近し、同共産党も内部崩壊したものの、中国からの支援は細々と続けられており、ワ州連合軍などの分裂した後身の少数民族民兵組織(軍閥)が使用している。これらの民兵組織は中国の装備を保有し、中国の訓練を施されている。また、1960年代から北部カチン州で抵抗運動を続けているカチン独立軍(分派を含む)にも供与されている。
一方、ミャンマー政府軍はG3及びガリルを主力小銃とし、国内でライセンス生産して装備している。しかし、少数の鹵獲・押収した56式自動歩槍も一部の部隊で運用していると見られる。
クロアチア紛争及びボスニア・ヘルツェゴビナ紛争ではクロアチアが56式自動歩槍を導入した 他、コソボ紛争においてもコソボ解放軍がアルバニアから流出した56式自動歩槍を使用した。
イギリスでは1987年のハンガーフォード事件での犯行に使われ、半自動武器の所持が規制されるきっかけとなった。
アメリカ合衆国では56式のスポーターモデルが販売されたが、1989年のストックトン銃乱射事件に凶器として使われ、これを受けてロベルティ＝ロス攻撃用武器規制法が制定 されて当時の大統領だったジョージ・H・W・ブッシュはアサルト・ウェポンの輸入を禁ずる大統領令に署名し、1994年のアサルト・ウェポン規制法の制定をきっかけに民間への販売が禁止になるも1997年のノースハリウッド銀行強盗事件では再び使われ、余剰在庫となった56式自動歩槍がFARCなどコロンビアのゲリラに流出する事件も発生した。
政府の正規軍ではないゲリラや民兵、テロリスト、海賊などが56式自動歩槍を他国製のAKと共に用いることも多いが、それらは横流し品が兵器の闇市場で売買された物か、特定の国から供与されたものであることがほとんどである。ガザ地区を実効支配するハマスが使用する56式自動歩槍はイランが、ダルフール紛争で戦闘を繰り返している民兵組織ジャンジャウィードの装備する56式はスーダン政府がそれぞれ供与したものと見られている。
この他フィンランドやマルタが戦時用ストックとして相当数を購入している他、アメリカ海軍の特殊部隊ネイビー・シールズが他国製のAKと共に運用していた事が有るなど西側でも限定的に使用されていた。

## 派生型

### 軍向け

#### 56式自動歩槍 1型
56式自動歩槍の銃床をAKS47同様のアンダーフォールディング銃床に変更したモデル。56式自動歩槍同様、レシーバーは前期型で切削加工（AK）、後期型ではプレス加工（AKM）で製造されていた。展開式スパイク銃剣は段階的に廃止されていった。

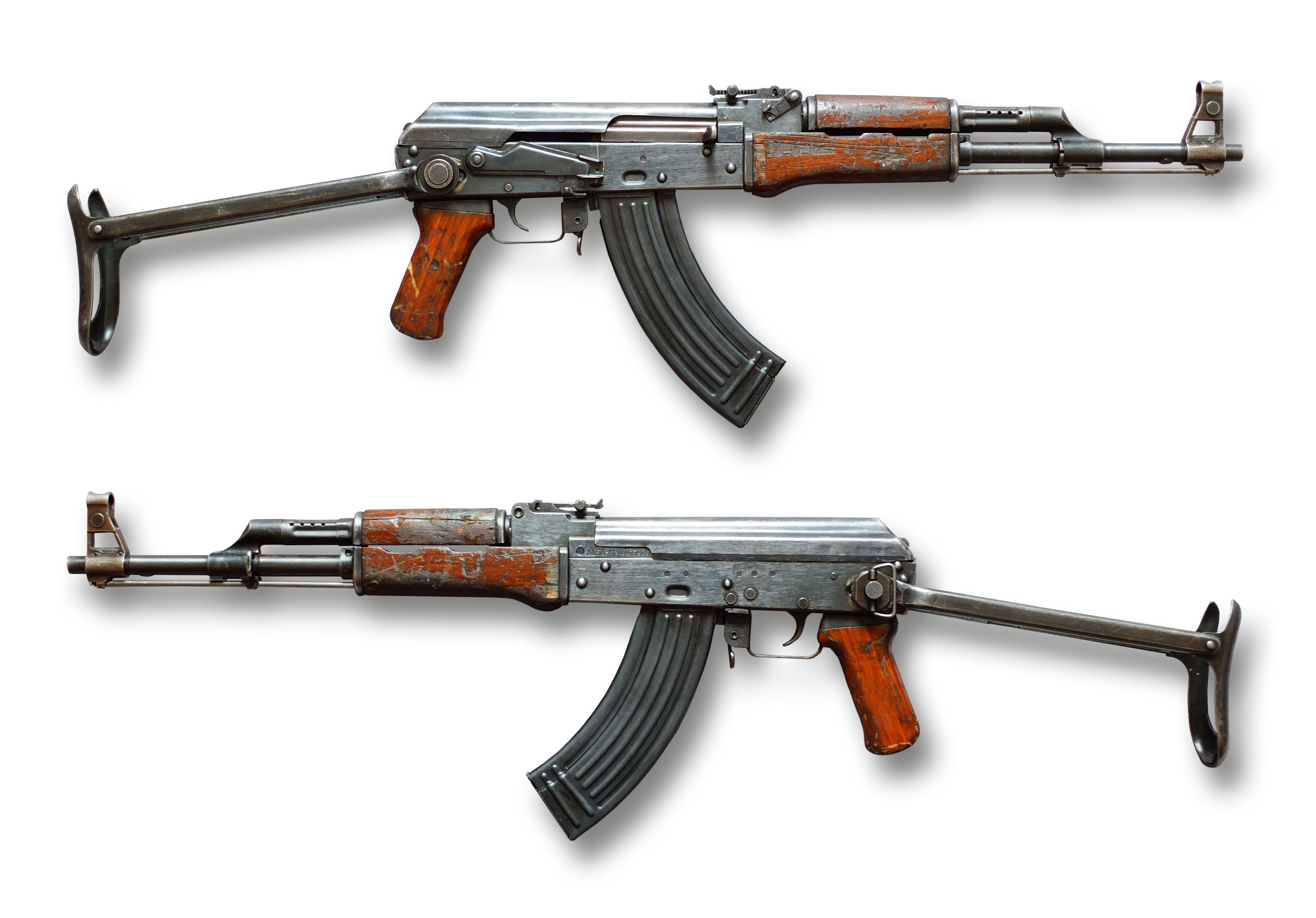
56式自動歩槍 1型
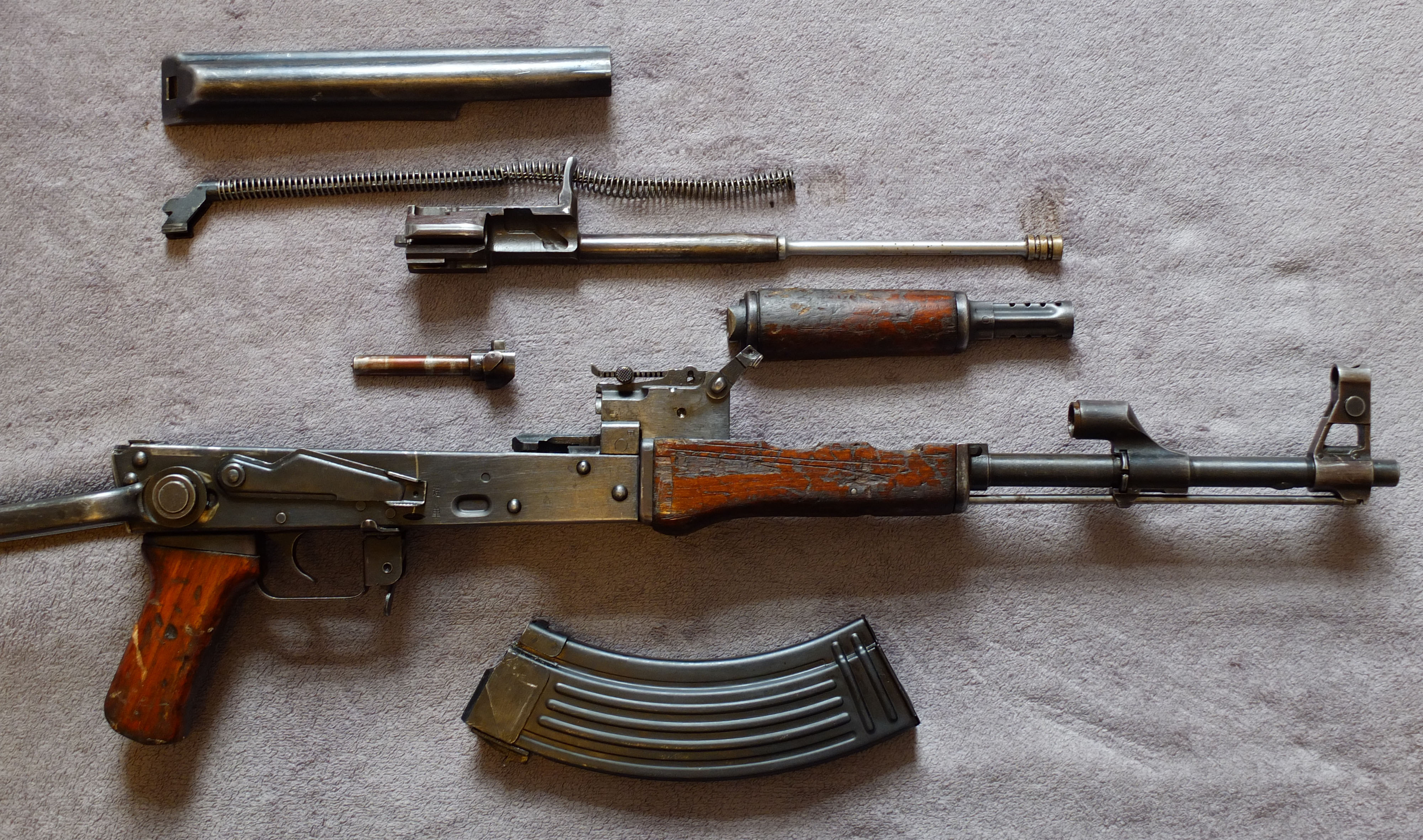
分解された56式自動歩槍 1型。
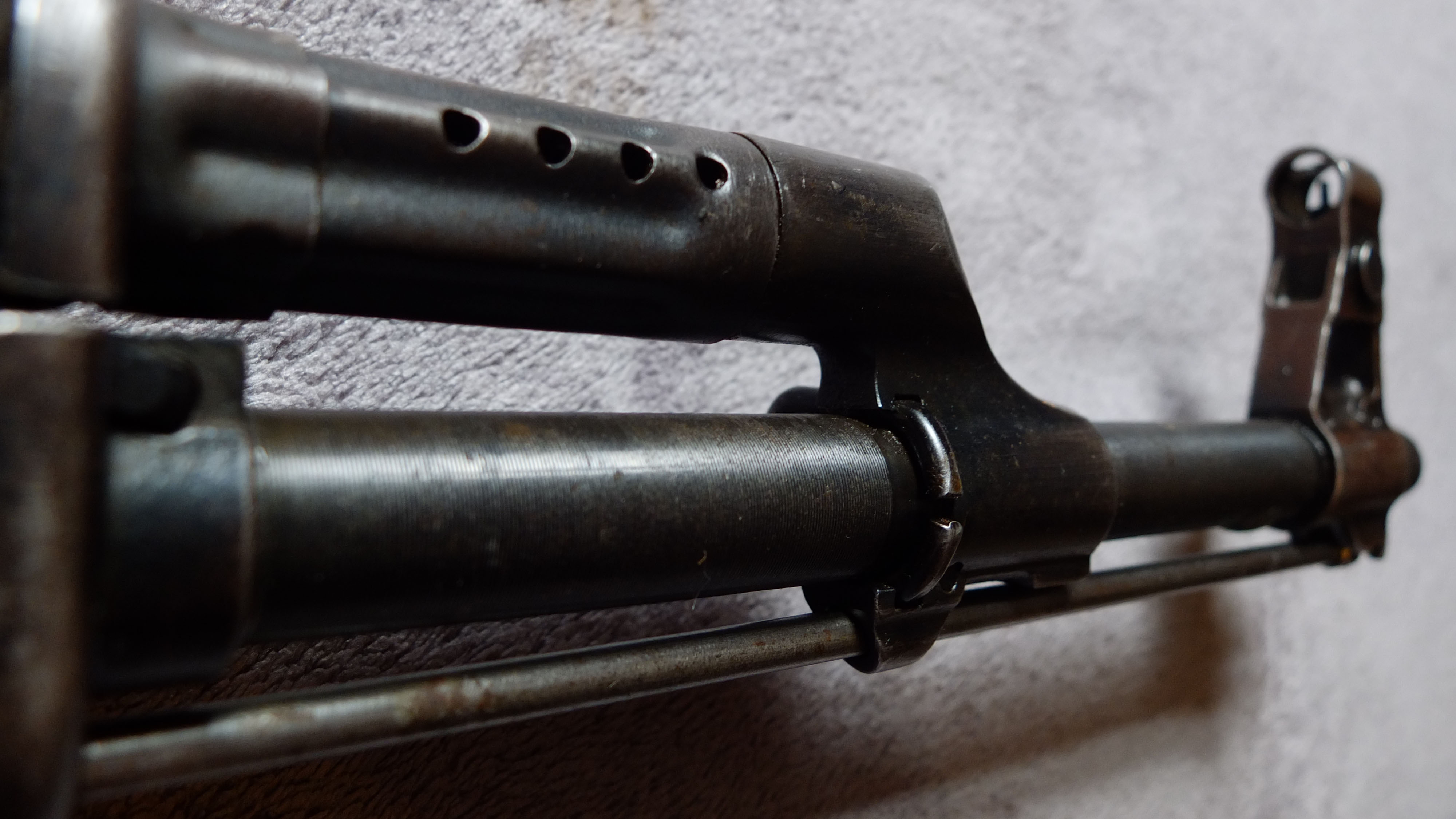
56式自動歩槍 1型のガスチューブ周辺。ガスチューブ側面に並んだ排気孔と、環形の照星覆いが確認できる。
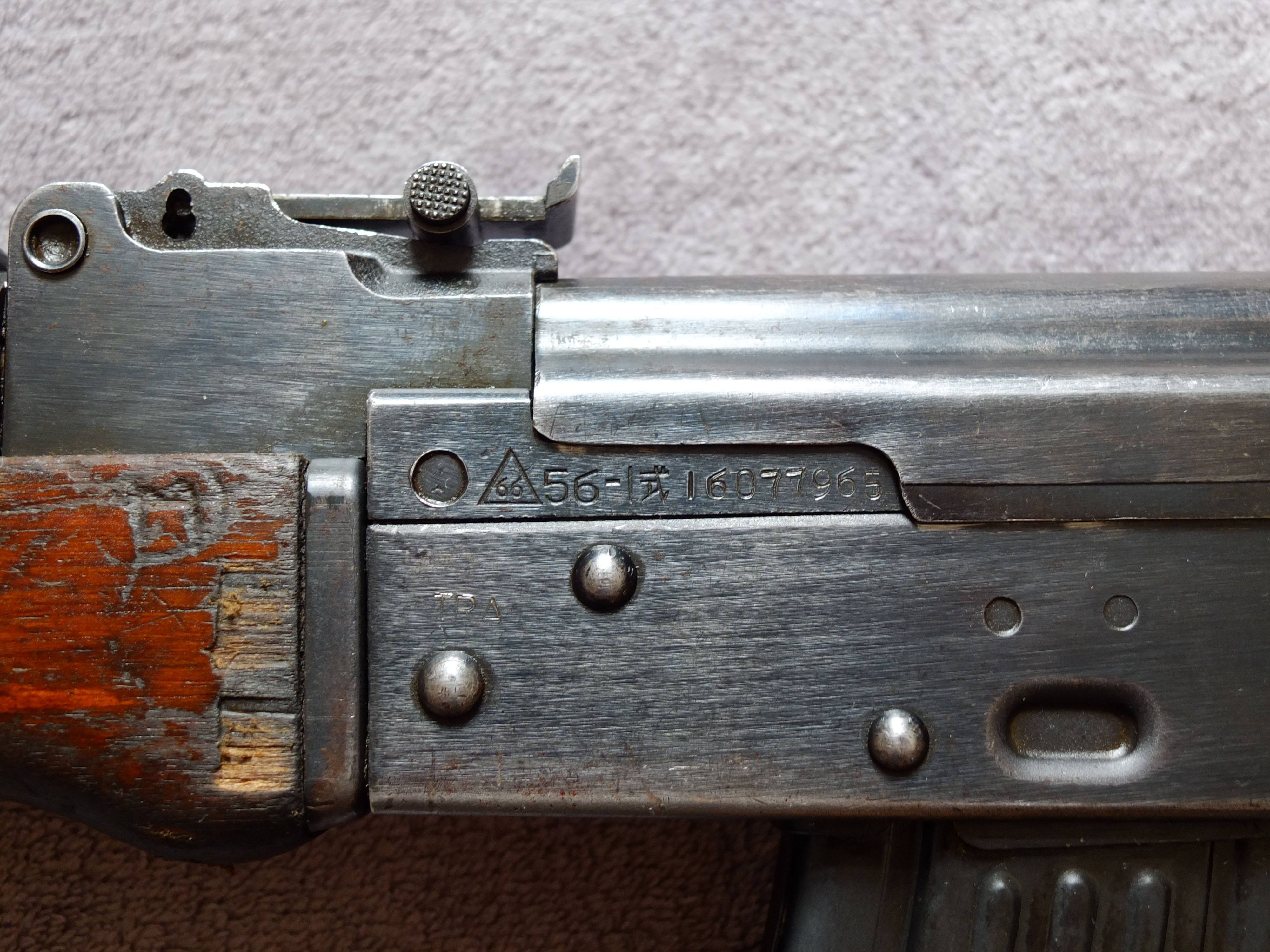
56式自動歩槍 1型（プレス加工）のフロントトラニオン左側面。三角形の中に"66"と書かれた66工廠の刻印が確認できる。その下にある二本のリベットは、他国では前後に隣り合っているのに対し、56式では斜めに配置されている。

#### 56式自動歩槍 3型
56式自動歩槍の木製部品を56式自動歩槍 2型同様の赤褐色ポリマーで構成したモデル。銃口にはAKMと同じ竹槍型マズルブレーキを取り付けている。

#### 56式自動歩槍 4型
56式自動歩槍 3型の銃床をAKS47同様のアンダーフォールディング銃床に変更したモデル。

#### 56式自動歩槍 C型
中国人民解放海軍向けに船上での運用を考慮して56式自動歩槍 2型をベースにカービン化したモデル。1988年に開発が開始され、1991年に採用された。2021年にも入国事務局や香港関税局などにも配備がされている。
279.4mmに短縮された銃身とハンドガードのほか、レシーバーとガスシステムも短縮された。銃口にはAKS-74Uによく似た形状のマズルデバイスが取り付けられている。またハンドガードは放熱穴が下部ハンドガードだけにある独特なものに変更され、グリップもフィンガーチャネルが付いたものに変更された。フロントサイトポスト・リアサイトブロック・レシーバー前半下面について、形状に81式自動歩槍との類似性が見られる。ガスシステム先端にはレギュレーターが設けられ、ガスチューブへ導入される発射ガスを通常量・遮断・増量の三段階で調節できる。

#### AK-2000P

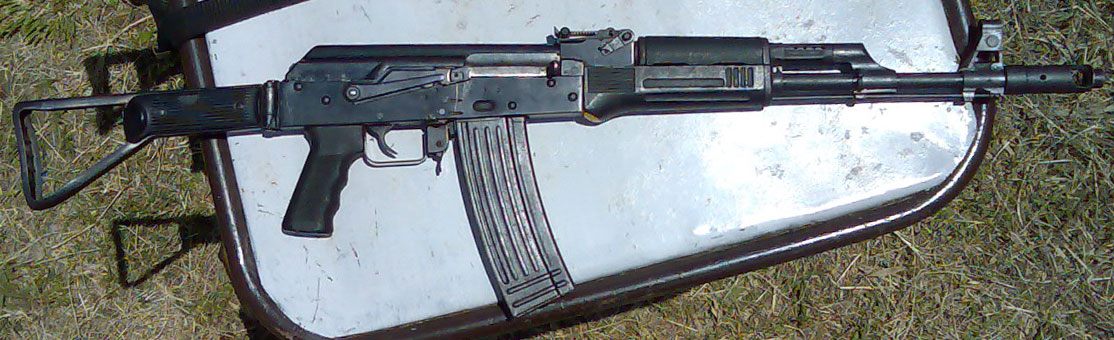
AK-2000P

56式自動歩槍 2型のAK-101模倣モデル。AK-101模倣なものの簡略化された黒色ポリマー製ハンドガードと、56式自動歩槍 C型と同様の黒色ポリマー製のグリップと銃床、AK-74 タイプ2マズルブレーキを模倣した銃口装置を備えている。使用弾薬は5.56×45mm弾に変更され、84式自動歩槍 S型シリーズと同様の30連金属製マガジンから給弾する。取り付け方法が不明だが照準器が取り付け可能。
インドネシア国家警察機動隊(BRIMOB)が安価として大量に購入しAK-101とAK-102とともに運用されたが、粗末な仕上げと塗装の剥がれやすさ、耐久性の低さからすぐに運用されなくなりほとんどがフィリピンの警察に払い下げられた。その後フィリピンでは大部分がミンダウ島の犯罪グループへ横流しされた。

### 輸出向け

#### M22
56式自動歩槍の1960年代半ばまで生産された最初期輸出向けモデル。中国としての接触を最小限に抑えながら56式自動歩槍を輸出するために特別に開発、生産された。仕様は前期型AKレシーバーで、展開式銃剣は省略されている。セレクター表記は連・単からL・Dへ変更された。刻印は66工廠のマークがなくなりM22と刻印が追加されている。
このモデルがベトナム戦争時に北ベトナムへ大量に輸出された。

#### 56式自動歩槍 2型

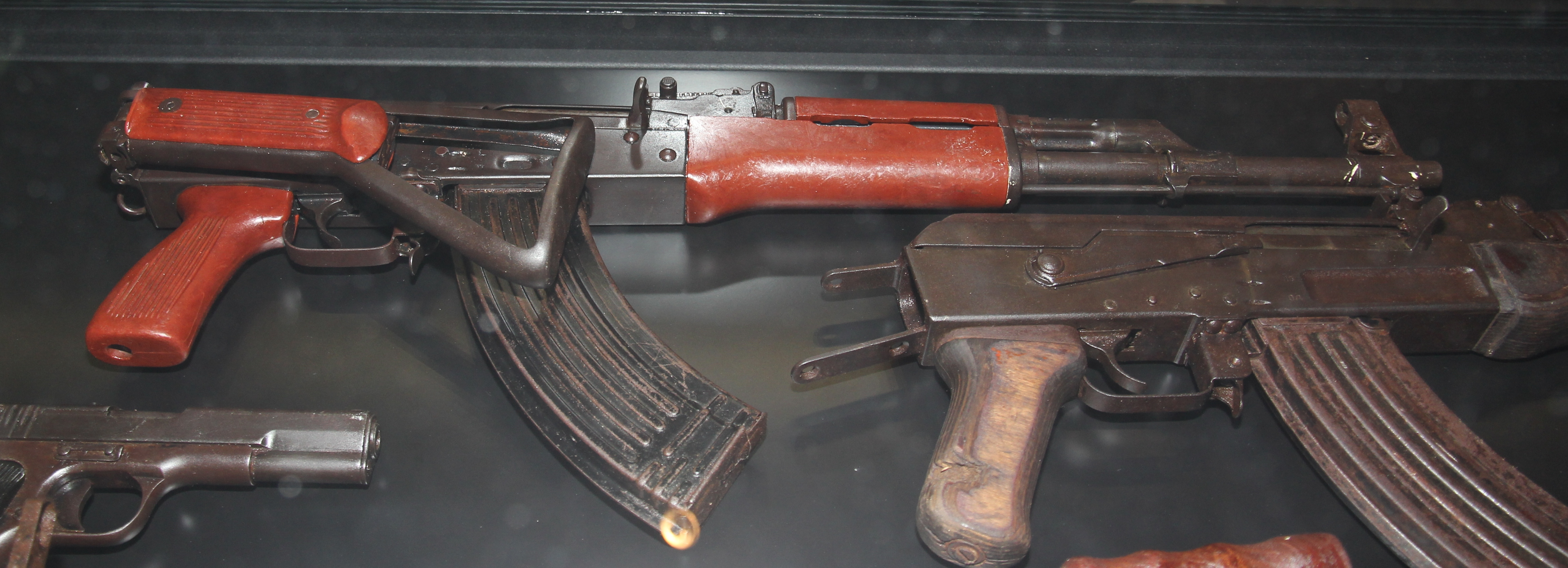
銃床を折りたたんだ56式自動歩槍 2型。

1980年に開発された56式自動歩槍をベースに木製固定銃床を右側に折りたためる銃床に変更し、グリップとハンドガードを赤褐色の独特なポリマーで構成したモデル。また展開式の銃剣は省略されている。また主に輸出向けとして生産されているが国内でも運用されている。

#### Rk 56 TP "トゥパード"

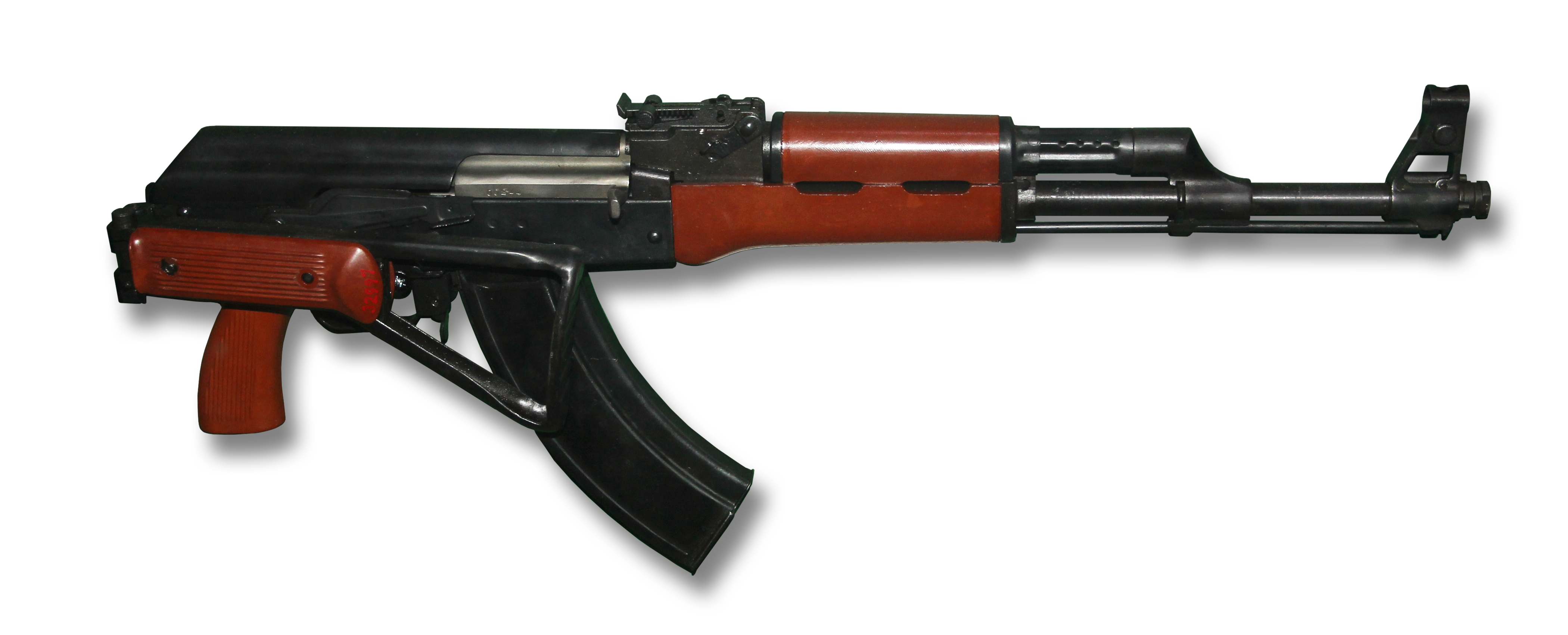
Rk 56 TP "トゥパード"

56式自動歩槍 2型のフィンランド向け輸出モデル。フィンランド製7.62×39mm弾を正常に発砲するためにハンマースプリングなどに微細な変更がされている。

#### 56式自動歩槍 5型／56式自動歩槍 M型
56式自動歩槍をベースとした軽機関銃。RPK風銃床と若干延長された銃身、AK-74のものに似たマズルブレーキを備えている。主に輸出向けとして開発されたが国内でも一定数が運用されていた。

#### 56式自動歩槍 1A型
CS/LR11と同時期にラインラップに加えられた近代化改修を施した56式自動歩槍 1型。名称上は56式自動歩槍 1型だが銃床は折りたたみは不可能でAR-15パイプに適合した伸縮調整可能な銃床を備えている。グリップを樹脂製に変更し、ハンドガードはM-LOKスロットを備えたものに変更している。レシーバー左側面にサイドレールが追加されておりドブテイルマウント照準器はもちろん、ピカティニーレールマウントを搭載することで他の照準器が取り付け可能。

#### 56式自動歩槍 1G型
近代化改修を施した56式自動歩槍 1型。外見は56式自動歩槍 1A型と酷似しているが、グリップの形状とハンドガードの形状が異なる。

#### CS/LR11
56式自動歩槍のAK-103模倣モデル。デザインが若干AK-103と異なる銃床、AK-74タイプ2マズルブレーキ、ベースが56式自動歩槍のためAKタイプのボルトとガスブロックを備えている。マガジンは樹脂製ではなく金属製の30連マガジンから給弾される。セレクター表記はL・Dで、上を向いた矢印が記されたイズマッシュ製を示す偽の刻印がされている。
ソマリアなど様々な国が購入し、一定数が運用されている。

#### 88式自動歩槍
1988年ごろに開発された56式自動歩槍 2型の使用弾薬を5.45×39mm弾に変更したモデル。マガジンは金属製30連のものを使用し、独自形状の銃口装置を備えている。

#### 88式自動歩槍 AK-74タイプ
88式自動歩槍のAK-74模倣モデル。銃床とグリップ、ハンドガードを木製に変更し、ガスブロックはAKの垂直タイプからAK-74同様の緩やかなタイプのガスブロックを備えており、銃口にはAK-74タイプ2マズルブレーキを備えている。またこの銃床は84式自動歩槍 3型のような長い銃床である。使用弾薬は5.45×39mm弾に加えて7.62×39mm弾、5.56×45mm弾が存在する。

#### 88式自動歩槍 B型 AK-74タイプ
88式自動歩槍の木製固定銃床をAKS-74同様の左に折りたたむ金属製銃床に変更したモデル。

### 民間向け

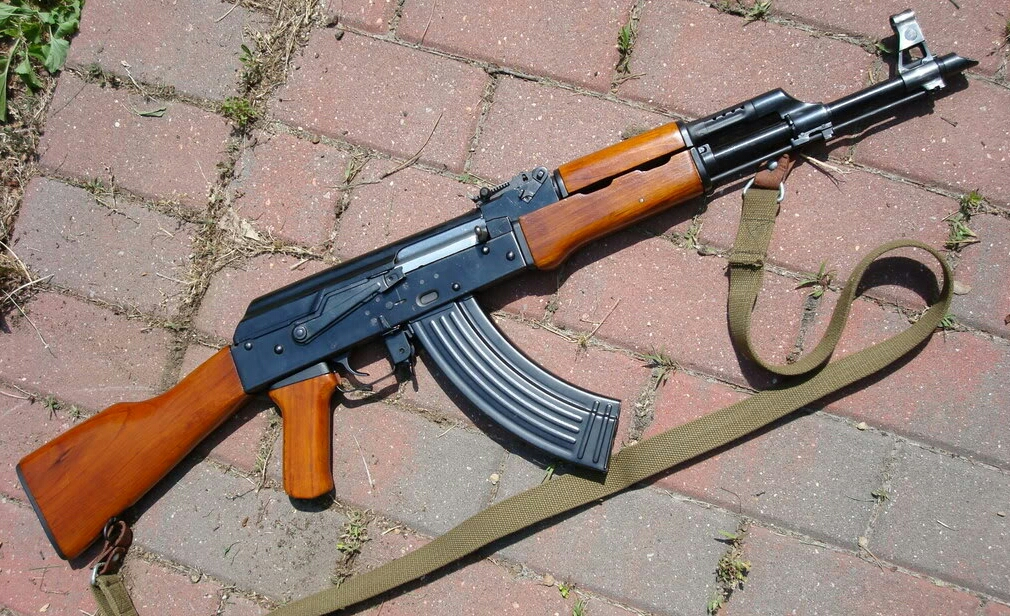
56式自動歩槍 S型

#### 56式自動歩槍 S型
56式自動歩槍のアメリカ向け民間輸出モデル。アメリカではType 56 Sporterなどの名称で販売されている。グリップを一般的なAKやAKMと同様のセレーションのない木製グリップに変更し、AKMの竹槍型マズルブレーキを装着したモデル。民間向けなためセミオートオンリーでスラムファイアを防止するパーツの追加や、マガジン挿入口に妨害リベットを追加することで通常の30連マガジンを装着できないようにされている。

#### 56式自動歩槍 S-1型
56式自動歩槍 S型の銃床をAKS同様のアンダーフォールディング銃床に変更したモデル。

#### 56式自動歩槍 SS-1型
56式自動歩槍 S-1型のカービン仕様。銃身をガス導入部まで短縮している。銃身先端はねじ切りされておらず銃口装置の取り付けはできない。

#### 56式自動歩槍 S-2型
56式自動歩槍 S型の木製固定銃床を右側に折りたためる銃床に変更し、グリップとハンドガードを赤褐色のポリマーで構成したモデル。56式自動歩槍 2型のアメリカ向け民間輸出モデルにあたる。

#### 56式自動歩槍 S-3型
56式自動歩槍 S-2型の銃床を赤褐色ポリマー製の固定銃床へ変更したモデル。グリップの形状が変更されている。
56式自動歩槍 S-7型／87式軽機関銃 S型
56式自動歩槍のRPK風の民間向け輸出仕様。若干延長された銃身とRPK風銃床、独特な形状のマズルブレーキと取り付け方が異なる独自二脚を備えている。セミオートオンリーで、40連マガジンと75連ドラムマガジンが付属する。
84式自動歩槍 S型
56式自動歩槍 S型の使用弾薬を5.56×45mm弾に変更したモデル。銃口装置が竹槍マズルブレーキではない円柱状のバードケージフラッシュハイダーへ変更されている。
84式自動歩槍 S-1型
84式自動歩槍 S型の銃床をAKS同様のアンダーフォールディング銃床に変更したモデル。
84式自動歩槍 S-2型
84式自動歩槍 S型の木製固定銃床を右側に折りたためる銃床に変更し、グリップとハンドガードを赤褐色のポリマーで構成したモデル。56式自動歩槍 S-2型の5.56×45mm弾仕様モデルにあたる。
84式自動歩槍 S-3型
84式自動歩槍 S型の銃床とグリップ、ハンドガードを黒色ポリマーで構成したモデル。この銃床は他のモデルと比べ若干長い。のちに小改良モデルである84式自動歩槍 S-3A型へ更新された。
84式自動歩槍 S-4型
84式自動歩槍 S-3型の銃床をAKS同様のアンダーフォールディング銃床に変更したモデル。
84式自動歩槍 S-5型
84式自動歩槍 S-2型の銃床とグリップ、ハンドガードを黒色ポリマーで構成したモデル。

#### 86式自動歩槍 S型

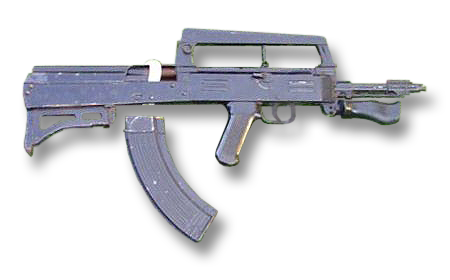
86式自動歩槍 S型

56式自動歩槍をベースにブルパップ化したアメリカ向け民間輸出仕様。セミオートオンリーで、前方に折りたたみ可能なフォアグリップを備え、FA-MASを参考にした大型キャリングハンドルを備えており、その内部にコッキングレバーを備えている。セレクターは親指操作可能なものへと変更されている。またアメリカへと輸出するためSBR認定を避けるため銃身は延長されている。

#### 88式自動歩槍 S型
88式自動歩槍のアメリカ向け民間輸出向仕様。仕様に変化はないが民間向けなためセミオートオンリーになっている。

#### 88式自動歩槍 S型 AK-74タイプ
88式自動歩槍 AK-74タイプのアメリカ向け民間輸出向仕様。仕様に変化はないが民間向けなためセミオートオンリーになっている。使用弾薬は5.45×39mm弾に加えて7.62×39mm弾、5.56×45mm弾が存在する。

#### 88式自動歩槍 SB型 AK-74タイプ
88式自動歩槍 B型 AK-74タイプのアメリカ向け民間輸出向け仕様。仕様に変化はないが民間向けなためセミオートオンリーになっている。
NHM-90
56式自動歩槍の第二世代アメリカ民間向け輸出モデル。セミオートオンリーでサムホール銃床に変更され、通常の大容量マガジンが装着できないよう給弾口付近に妨害リベットがある。中国北方工業公司によって製造され、1991年よりアメリカのチャイナスポーツ社によってアメリカで販売された。だが1994年のAWBによって販売が違法化された。またハンドガードの仕様が２種類あり、従来仕様と放熱穴が省略された仕様がある。

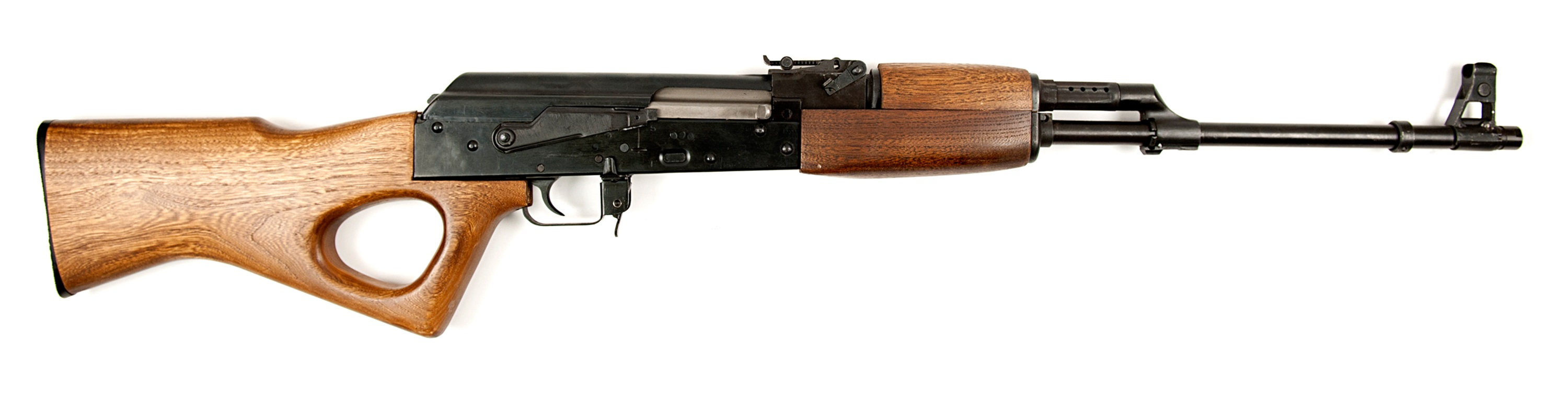
NHM-91
NHM-90の長銃身モデル。533.4mmに銃身が延長され、フロントサイトの前部に二脚が取り付けられるため軽機関銃模倣モデルともとれる。
MAK-90
1990〜1994年の間にポリテックと中国北方工業公司によって中国で生産されアメリカへ輸出された56式自動歩槍の1989年の銃規制対策民間向け輸出モデル。56式自動歩槍の前期型AKレシーバーをベースにセミオートオンリーに変更し、銃床をグリップと一体化したサムホール銃床に変更したモデル。現在はアメリカへの輸出は禁止されているため、1990〜1994年の間に輸出されたもののみが国内で取引されている。そのままのものや銃床を取り外し独立型ピストルグリップと銃床を取り付け通常レイアウトに改造したモデルなども流通している。
MAK-91
MAK-90の長銃身モデル。457.2mmに銃身が延長されている。
NMM-90
MAK-90の銃床と下部ハンドガードを黒く塗装し、上部ハンドガードを金属製のものに変更したモデル。アメリカ向け民間輸出モデルで、AK-47 Thumbhole Sporterなどの名称で販売されている。

### ポリテック製

#### AK-47/S "レジェンド"
中国のポリテック社がアメリカ向けとして製造する民間仕様の56式自動歩槍。前期型のAKレシーバーで展開式スパイク銃剣は省略されている。

#### AK-47S "レジェンド"
中国のポリテック社がアメリカ向けとして製造する民間仕様の56式自動歩槍 1型。前期型のAKレシーバーで展開式スパイク銃剣は省略されている。
AKS-762
中国のポリテック社がアメリカ向けとして製造する民間仕様の56式自動歩槍。後期型のAKMレシーバーで、展開式スパイク銃剣を備えている。木製固定銃床を備えた56式自動歩槍仕様の他にAKS同様のアンダーフォールディング銃床を備えた56式自動歩槍 1型仕様と右側に折りたためる銃床に変更し、グリップとハンドガードを赤褐色のポリマーで構成した56式自動歩槍 2型仕様、ガリルのものによく似た右側に折りたためる金属製銃床を備えたガリルサイドフォルダーと呼ばれる独自仕様が存在する。

## 採用国

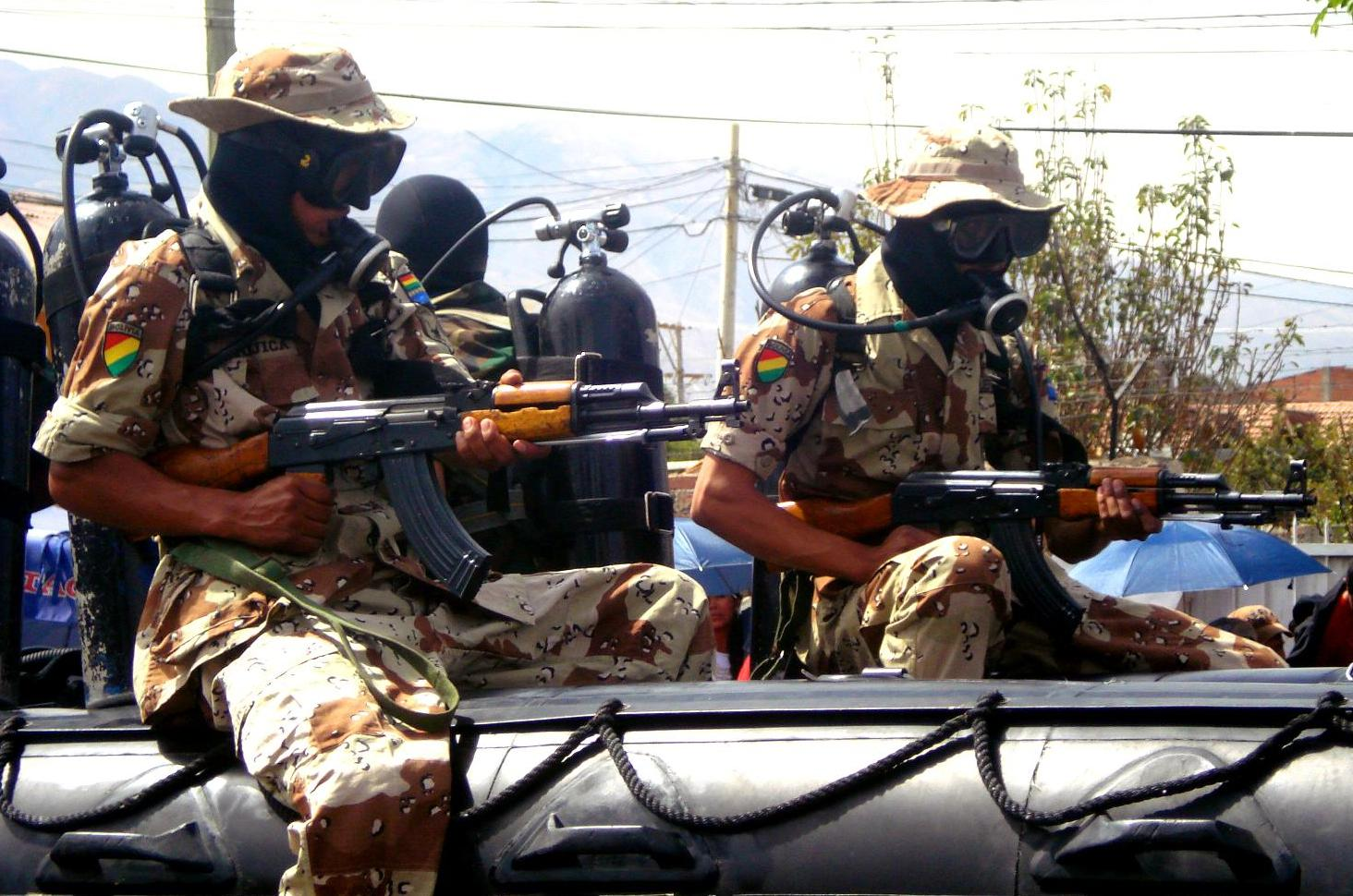
56式自動小銃を持つボリビアの海兵隊。

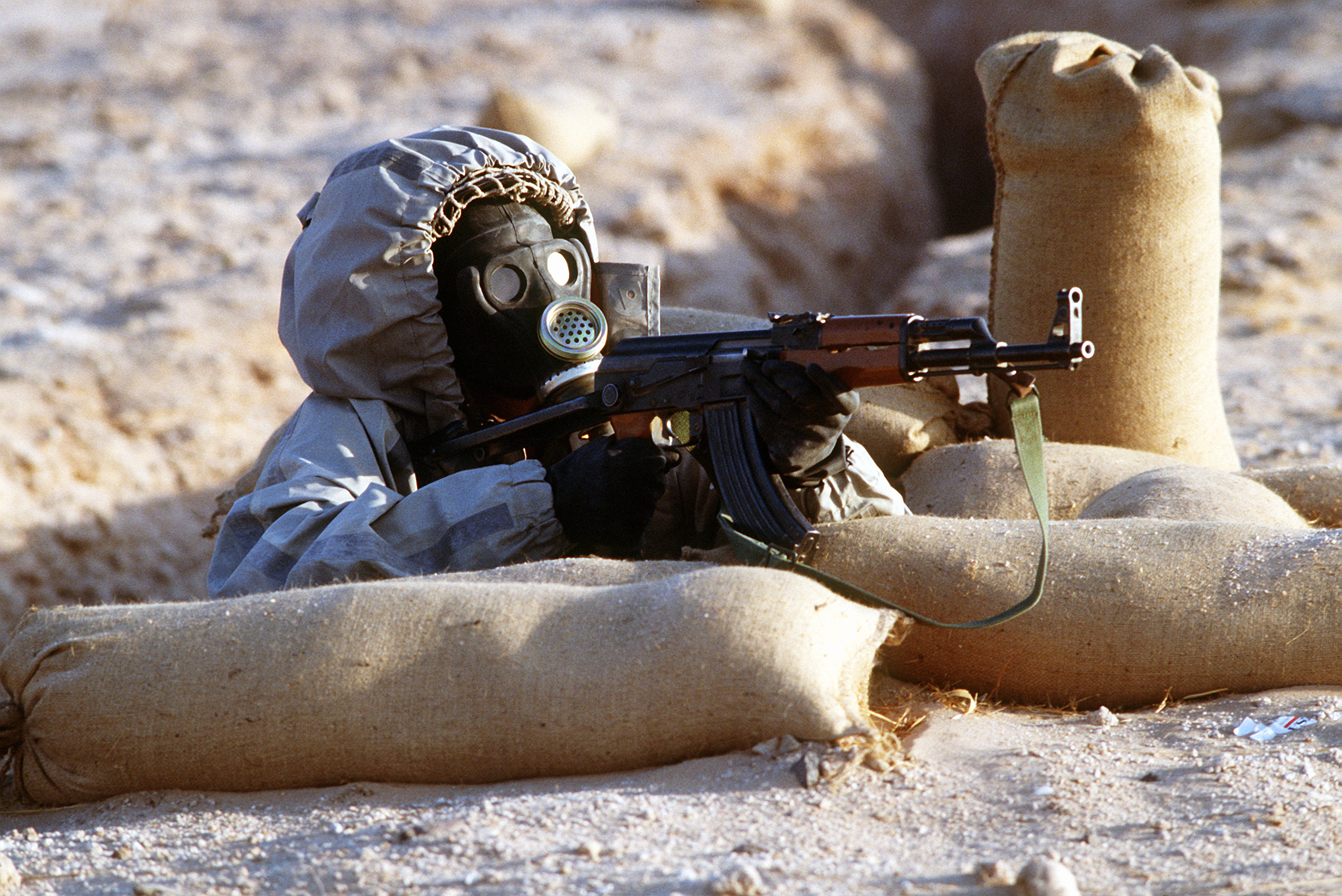
56-1式自動小銃を構えるシリア陸軍の兵士。折り畳み式銃剣を装備しないタイプだが、銃口の上方にあるフロントサイトのカバーが環形になっていることで56式だと分かる。

中国から共産主義的な軍事政権への援助が行われた場合、必ずといって良いほど56式自動歩槍とそのバリエーションが供与された。現在はそこからさらに第三国の軍事政権やゲリラ、民兵、テロリストへと流れ、大きな社会問題にもなっている。
ここでは、現在までに56式自動歩槍シリーズを制式に採用した経験のある国のみを表記する。
- 中国
- アフガニスタン
- アルバニア - ASh-78として生産している。
- イラク
- イラン - KL-7.62として生産している。
- インド
- インドネシア - インドネシア国家警察機動隊(BRIMOB)がAK-2000PをAK-101及びAK-102と共に使用している[12]。
- ウガンダ
- エチオピア
- カンボジア
- クロアチア
- コソボ
- スーダン - MAZとしてライセンス生産している[13]。
- スリランカ
- ナイジェリア
- パキスタン
- バングラデシュ - 製造ライセンス無し。生産はバングラデシュ造兵廠が担当[14]。
- ベトナム - 正規軍の他、ベトナム戦争中には南ベトナム解放民族戦線などでも使用された。
- ベナン
- ソマリア
- ボリビア
- フィンランド - 戦時ストックとして1990年代初頭に約200,000丁のRk 56 TPを購入している。
- マルタ
- ミャンマー -国軍の他、ワ州連合軍などの民兵組織などでも多く使用されている。
- ラオス

※なお、陸上自衛隊は土浦武器学校に展示品として数挺を所有しているが、各部隊に実戦配備されているわけではない。

## 登場作品
56式自動歩槍シリーズはAKシリーズとほぼ同一の外見を持ちながらも、AKに比べて遥かに多い生産数を誇り入手が容易であること、程度の良いソ連製オリジナルのAKにはある程度のプレミアがつくことから、映画などではコスト削減のため、AKシリーズの代用品として用いられる事が非常に多い。特にハリウッド映画のプロップガン（実銃を改造したもの）などは、大概56式自動歩槍が改造ベースであると考えていい。その一方で、『プラトーン』では北ベトナム軍の兵士たちの武装として、56式自動歩槍であることが明確に分かるように演出されている。